# Leptogaster carotenoides
Leptogaster carotenoides là một loài ruồi trong họ Asilidae. Leptogaster carotenoides được Tomasovic miêu tả năm 1999.